# San Giovanni a Teduccio
San Giovanni a Teduccio est une ancienne commune italienne, maintenant un quartier populaire de Naples, dans la province homonyme, dans la région de la Campanie dans le sud de l'Italie. Situé sur la mer Tyrrhénienne, il est peuplé d'environ 25 000 habitants. 
San Giovanni a Teduccio fait partie, avec les quartiers de Barra et Ponticelli de la municipalité VI de Naples (it), située à l'est de la cité parthénopienne, comptant 117 641 habitants en 2007.
Si, jusqu'au milieu des années 1970, une intense activité industrielle animait le quartier, la situation s'est progressivement dégradée jusqu'à nos jours et San Giovanni a Teduccio montre actuellement un assez haut niveau de précarité avec un taux de chômage assez élevé. Dans ce contexte socio-économique précaire, la camorra, fortement implantée avec les clans Mazzarella et Rinaldi, en profite pour développer toute une activité criminelle en faisant vivre de nombreuses familles. 

## Géographie
Au nord de San Giovanni a Teduccio se trouve le quartier Barra, à l'ouest, Poggioreale, à l'est, les communes de San Giorgio a Cremano et Portici, et enfin au sud, la mer Tyrrhénienne. 

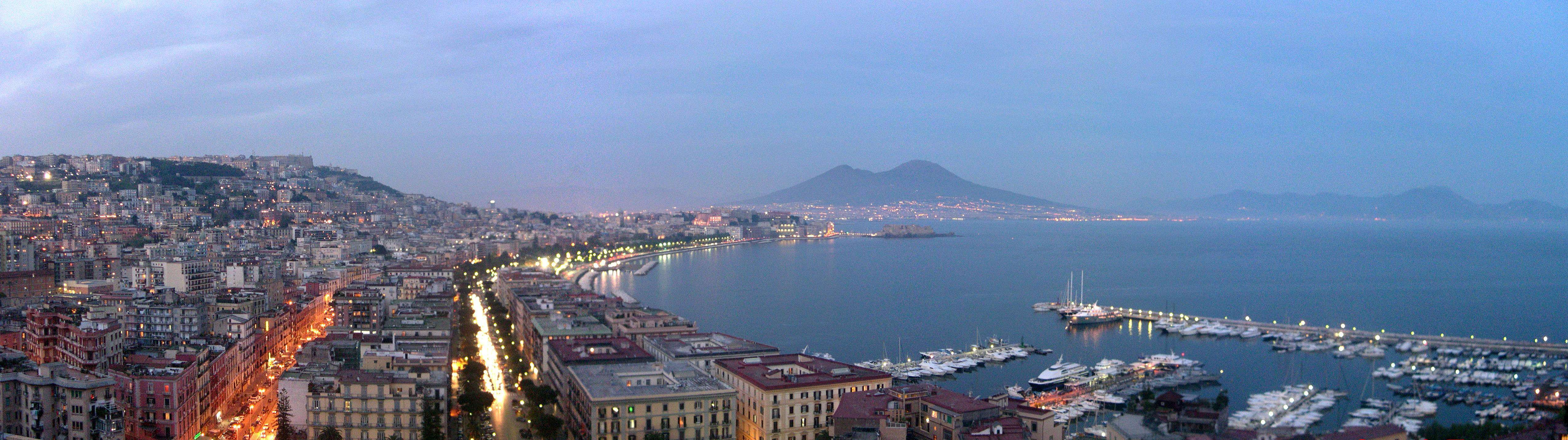
Panorama de la baie de Naples depuis la colline du Pausilippe.

## Histoire
Le territoire fut occupé dans l'Antiquité à l'époque gréco-romaine et au IVe siècle, l'une des filles de l'empereur romain Valentinien, Theodocia, y aurait eu une Villa dans les environs, d'où le nom de « Teduccio », qui serait la déformation du prénom de cette princesse impériale. En latin la ville se nommait Sanctus Johannis ad Theodociam.
Dans la première moitié du XXe siècle, San Giovanni fut rattachée à la capitale campanienne sous le fascisme.

## Personnalités liées à San Giovanni a Teduccio
- Fabio Borriello (it) - footballeur
- Marco Borriello (né en 1982) - footballeur
- Antonio Juliano (né en 1943) - footballeur
- Giovanni Mauriello (it) (ne en 1945) - musicien et acteur
- Tonio Scialoja (it) (1817-1877) - économiste et homme politique
- Ciro Esposito (it) (né en 1981) - acteur